# Paolo Camilli
Paolo Camilli (Civitanova Marche, 23 settembre 1986) è un attore e regista italiano.

## Biografia
Formatosi alla Scuola per la Formazione Teatrale e l'Improvvisazione Improvvivo-Liit, ha studiato e lavorato, tra gli altri, con Luca Ronconi, Luigi Maria Musati, Giancarlo Sepe. Con quest'ultimo ha partecipato a due edizioni del Festival dei Due Mondi di Spoleto.
Nel 2017 ha debuttato come autore e regista con lo spettacolo teatrale Per colpa di un coniglio. Nel 2018 ha vinto il premio di Miglior Attore al Festival InDivenire di Roma. Ha debuttato in TV nella trasmissione La TV delle ragazze - Gli Stati Generali 1988-2018, per poi prendere parte al cast della trasmissione Stati generali, entrambe condotte da Serena Dandini.
Nel 2021 debutto a teatro con L'amico di tutti, un one man show che affronta, con comicità e satira, temi come la polemica sul gender, l'omofobia, la discriminazione sessuale, il razzismo e l'hate speech. L'anno seguente entra a far parte del cast della seconda stagione della serie targata HBO The White Lotus nel ruolo di Hugo; nel 2023 il cast del programma vince un SAG Awards nella categoria "miglior cast in una serie drammatica". Nel 2024 ritorna nei teatri con il nuovo nuovo comedy show "Sconfort Zone, il paradiso delle irrelazioni".
È attivo ormai da anni nel mondo LGBTQI+, Camilli è stato uno dei testimonial della "The Pride Issue - We Are Who We Are" su Vanity Fair.
È inoltre rilevante menzionare la sua partecipazione da attore co-protagonista in una pubblicità di biscotti famosa a livello nazionale dal titolo "I Love you Lucia".

## Filmografia

### Televisione
- Tutto può succedere - regia di Lucio Pellegrini (2015)
- L'amore strappato - regia di Simona Izzo e Ricky Tognazzi (2018)
- La dottoressa Giò (stagione 3) (2019)
- Ritoccàti - regia di Alessandro Guida (2020)
- Svegliati amore mio - regia di Simona Izzo e Ricky Tognazzi (2021)
- Ritoccàti 2 - regia di Alessandro Guida (2021)
- Uomo delle Stelle, So Wine So Food - regia di Alessandro Guida (2022)
- The White Lotus (st. 2) (HBO) - regia Mike White[9] (2022)

## Programmi TV
- La TV delle ragazze - Gli Stati Generali 1988-2018 La TV delle ragazze[10] (Rai 3, 2018)
- Per un pugno di libri (Rai 3, 2019)
- Stati generali (Rai 3, 2019)
- CCN - Il salotto con Michela Giraud (Comedy Central, 2020-2021)
- C’è tempo per... (Rai 1, 2020)
- Drag Race Italia (MTV/Paramount+ (Italia), 2023)

## Teatro
- “Sconfort Zone, il paradiso delle irrelazioni” Comedy one man show (2024)
- L’Amico di Tutti - di e con Paolo Camilli (2021-2022)
- Crave di Sarah Kane - regia di Giorgia Filanti (2018) - premio come Miglior Attore al festival InDivenire
- Benji - regia di Giorgia Filanti[11](2018)
- Per colpa di un coniglio di Paolo Camilli e Simone Zafferani - regia di Paolo Camilli e Moira Angelastri[12](2017)
- The Dubliners part II: Ivy day da James Joyce - regia di Giancarlo Sepe (2015) - partecipazione al Festival dei Due Mondi ed. 2015
- Amletò - regia di Giancarlo Sepe (2015)
- The Dubliners part I: The Dead da James Joyce - regia di Giancarlo Sepe (2014) - partecipazione al Festival dei Due Mondi ed. 2014[13]
- In origine e nient'altro - regia di Antonio Serrano (2012)
- Sogno di una notte di mezza estate di William Shakespeare - regia di Luigi Maria Musati (2012)
- Così è se vi pare di Luigi Pirandello - regia di Luigi Maria Musati (2011)
- Improvvisamente l'estate scorsa di Tennessee Williams - regia di Luigi Maria Musati (2011)
- Brevi atti comici da Georges Courteline - regia di Luigi Maria Musati (2011)
- Il cuore in bocca di Elena Torre; teatro-canzone con Lighea - regia di Stefano De Bernardin (2010/2011)
- Lo zoo di vetro di Tennessee Williams - regia di Luigi Maria Musati (2010)
- Riccardo II di William Shakespeare - regia di Luigi Maria Musati (2010)
- Medea di Euripide - regia di Luigi Maria Musati (2010)
- Spettacoli di improvvisazione teatrale con le compagnie Improvvivo e Rishow (dal 2010)